# لورين راش
لورين راش (بالإنجليزية: Loren Rush)‏ هو ملحن أمريكي، ولد في 23 أغسطس 1935 في Point Richmond, Richmond, California ‏ في الولايات المتحدة.

## وصلات خارجية
- لورين راش على موقع ميوزك برينز (الإنجليزية)
- لورين راش على موقع أول ميوزيك (الإنجليزية)
- لورين راش على موقع ديسكوغز (الإنجليزية)